# Andronikos Kamateros
Andronikos Kamateros (mittelgriechisch Ἀνδρόνικος Καματηρός, * um 1110 in Konstantinopel; † um 1175 in Konstantinopel) war ein byzantinischer Beamter.

## Leben
Andronikos stammt aus einer im 12. Jahrhundert sehr einflussreichen Familie. Andronikos bekleidete nach dem Studium des Rechts und der Rhetorik während der Regierungszeit Manuels I. Komnenos höchste Ämter (epi ton deēseōn, Stadteparch). Zudem förderte er Gelehrte (Theodoros Prodromos), mit denen er auch in Briefkontakt stand (Euthymios Malakes, Gregorios Antiochos, Ioannes Tzetzes, Theodoros Balsamon). 
1160 entsandte ihn Kaiser Manuel zusammen mit anderen Würdenträgern nach Antiocheia, um mit Raimund von Poitiers über eine mögliche Ehe mit dessen Tochter Maria zu verhandeln. Manuel und Maria heirateten am 25. Dezember 1161.
1170–1175 beauftragte ihn Kaiser Manuel I. Komnenos, die Hiera Hoplothēkē (Ἱερὰ Ὁπλοθήκη, geistige Rüstkammer) zu verfassen. Diese diente wahrscheinlich dazu, den rechten orthodoxen Glauben des Kaisers zu unterstreichen. In dem Werk werden auch die philosophischen Kenntnisse (insbesondere Aristoteles) und die theologischen Interessen Andronikos deutlich. Es gilt als eines der wichtigsten theologischen Werke des 12. Jahrhunderts.

## Ausgabe
- Alessandra Bucossi: Ἱερὰ Ὁπλοθήκη - Sacrum Armamentarium by Andronikos Kamateros. Corpus Christianorum Series Graeca, Turnhout (in Druck)